# Thomas Knubben
Thomas Knubben (* 22. März 1960 in Rottweil) ist ein deutscher Historiker, Kulturwissenschaftler und Hochschullehrer.

## Leben und Wirken
Thomas Knubben studierte von 1978 bis 1984 Geschichte, Germanistik und Empirische Kulturwissenschaft an der Eberhard Karls Universität Tübingen und an der Universität Bordeaux. 1983 legte er an der Universität Tübingen die Magisterprüfung ab und promovierte 1994 an der Universität Essen über das Alltagsleben in Rottweil im 17. Jahrhundert. 
Knubben war zunächst in der Kulturverwaltung tätig, von 1985 bis 1994 leitete er das Kulturamt der Stadt Fellbach, von 1994 bis 2002 war er als Kulturreferent der Stadt Ravensburg tätig. Von 2003 bis zum Eintritt in den Ruhestand 2023 hatte er die Professur für Kulturwissenschaft und Kulturmanagement an der Pädagogischen Hochschule Ludwigsburg inne. 
Knubben arbeitet außerdem in zahlreichen Gesellschaften und Institutionen des Kulturlebens in Baden-Württemberg mit und kuratierte eine Reihe von Ausstellungen.

## Veröffentlichungen (Auswahl)
- Wandschmuck in reichsstädtischen Bürgerhäusern des 17. Jahrhunderts. In: Rottenburger Jahrbuch für Kirchengeschichte, Bd. 4 (1985), S. 167–178 (Volltext).
- (mit Werner Knubben): Ein Vater, wie er im Buche steht. Entdeckungen für junge Väter. Herder, Freiburg im Breisgau 1995, ISBN 3-451-23755-5.
- Reichsstädtisches Alltagsleben. Krisenbewältigung in Rottweil 1648–1701 (= Veröffentlichungen des Stadtarchivs Rottweil, Bd. 20). Stadtarchiv Rottweil 1996, ISBN 3-928873-05-9 (= Dissertation Universität Essen).
- (Hrsg., mit Petra Schneidewind): Zukunft für Musikschulen. Herausforderungen und Perspektiven der Zukunftssicherung öffentlicher Musikschulen. Transcript Verlag, Bielefeld 2007, ISBN 3-89942-619-3.
- Hölderlin. Eine Winterreise. Klöpfer & Meyer, Tübingen 2011, ISBN 3-86351-012-7 (2. Aufl. 2012).
- Mesmer oder die Erkundung der dunklen Seite des Mondes. Klöpfer & Meyer, Tübingen 2015, ISBN 3-86351-094-1 (neugestaltete Ausgabe: Hirzel, Stuttgart 2022, ISBN 978-3-7776-3045-8).
- (Hrsg., mit Andreas Schmauder): Seewein. Weinkultur am Bodensee. Thorbecke, Ostfildern 2016, ISBN 978-3-7995-1153-7.
- (Hrsg., mit  Erich Schöls u. Uli Braun): Weltkulturatlas. Kultur in Zeiten der Globalisierung. avedition, Stuttgart 2019, ISBN 3-89986-295-3.
- Kunst + Leben. Essais. Klöpfer, Narr GmbH, Tübingen 2020, ISBN 978-3-7496-1033-4.
- Hölderlins fatale Reise nach Bordeaux. Episode und Zäsur. In: Jörg Ennen (Hrsg.): Aufbrüche – Abbrüche. 250 Jahre Friedrich Hölderlin. Württembergische Landesbibliothek, Stuttgart 2020, S. 96–117.
- (Hrsg., mit Uta Kutter u. Hubert Klöpfer): Wächst das Rettende auch? Eine Preisfrage mit 20 prämierten Texten. Kröner, Stuttgart 2021, ISBN 978-3-520-91201-5.
- Tobias Mayer oder Die Vermessung der Erde, des Meeres und des Himmels. Hirzel, Stuttgart 2023, ISBN 978-3-7776-3084-7.